# ميخائيل هيلر
ميخائيل هيلر (بالإنجليزية: Michael Heller)‏ هو شاعر أمريكي، ولد في 11 مايو 1937.